# Carlyle Group
The Carlyle Group Inc. je americká firma působící v oblasti private equity, alternativní správy aktiv a finančních služeb. K roku 2023 spravovala aktiva v hodnotě 426 miliard amerických dolarů.
Specializuje se na private equity, nemovitá aktiva a nebankovní úvěrování. Patří mezi největší private equity firmy na světě, v roce 2025 byla podle žebříčku PEI 300 sedmnáctá největší podle objemu získaného kapitálu v letech 2020 až 2024, když tento objem činil 36,4 mld. USD.
Společnost byla založena v roce 1987 ve Washingtonu, D.C., kde stále sídlí. V roce 2023 měla téměř 2 200 zaměstnanců v desítkách zemí světa. Od roku 2012 je kótovaná na burze NASDAQ.

## Historie
Společnost byla založena v roce 1987 jako butiková investiční banka pěti partnery s profesními zkušenostmi ve financích a státní správě: Williamem Conwayem, Danielem D’Aniellem, Davidem Rubensteinem a Stephenem Norrisem. Zakládající partneři pojmenovali firmu podle hotelu Carlyle v New Yorku na Mahnattanu (pojmenovaného po spisovateli Thomasi Carlylovi), kde Norris a Rubenstein založení připravovali. Rubenstein předtím pracoval pro vládu prezidenta Jimmy Cartera, Norris a D'Aniello  pracovali ve společnosti Marriott Corporation, Conway byl finančním ředitelem v telekomunikační firmě MCI Communications.
Společnost začínala s 5 miliony dolarů, když největší část z tohoto vložili společnosti T. Rowe Price, Alex. Brown & Sons, First Interstate Equities a rodina Richarda Kinga Mellona. Rosenbaum společnost opustil už během prvního roku, Norris v roce 1995. Rubenstein, Conway a D'Aniello ve společnosti zůstávají dále aktivní, v roce 2025 byli jejími největšími akcionáři - D'Aniello (9,1% podíl), Conway (8,4%), Rubenstein (8,2%). Více než 5% podíl držely ještě fondy společnostní BlackRock (6,9 %) a Vanguard (6,8 %).

## Působení v České republice
Společnost investuje také v České republice. V roce 2020 koupila společnost Memsource zaměřenou na automatizaci překladů, v roce 2022 asi za 7 mld. Kč společnost TESCAN, v roce 2023 za 16 mld. Kč společnost Meopta a v roce 2025 IT společnost Adastra.